# Druhá odmocnina

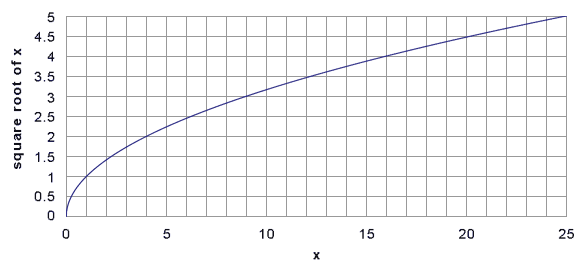
Graf funkce druhá odmocnina f(x) = √x tvoří jedna větev paraboly souměrné podle osy x.

Druhá odmocnina je speciálním typem obecné odmocniny. Jde o nejběžnější typ odmocniny, proto se často označuje pouze jako odmocnina. Pro libovolný matematický objekt s definovanou operací umocňování (číslo, matici, funkci...) je druhá odmocnina z {\displaystyle a}, označovaná jako {\displaystyle {\sqrt {a}}}, definována jako objekt {\displaystyle b}, pro který platí {\displaystyle b^{2}=a}.
Druhá odmocnina má rovněž geometrický význam. Druhá odmocnina z čísla {\displaystyle S} (značí se jako{\displaystyle {\sqrt {S}}}) je délka strany čtverce o obsahu {\displaystyle S}. Objev druhé odmocniny vedl ve starověku k objevu iracionálních čísel.

## Definice

### Oborreálných čísel
Druhá odmocnina je definována pouze pro nezáporná reálná čísla {\displaystyle a\in \mathbb {R} _{0}^{+}} jako nezáporné reálné číslo {\displaystyle b}, pro které platí, že {\displaystyle b\cdot b=a}. Druhou odmocninu značíme jako {\displaystyle b={\sqrt {a}}}.
Jedná se o inverzní funkci k druhé mocnině v nezáporných číslech; druhá mocnina není mimo nezáporná čísla prostou funkcí, proto ji nelze invertovat na celém jejím definičním oboru. Přestože tak například vedle {\displaystyle 2\cdot 2=4} platí také {\displaystyle (-2)\cdot (-2)=4}, druhá odmocnina je podle definice vždy nezáporné číslo, proto {\displaystyle {\sqrt {4}}=2}. Takto ovšem nelze omezit množinu kořenů rovnice obsahující druhou mocninu – rovnice {\displaystyle x^{2}=a} má pro {\displaystyle a>0} dva kořeny {\displaystyle x=\pm {\sqrt {a}}}, např. vztahu {\displaystyle x^{2}-4=0} tak vyhovují {\displaystyle x_{1}=2} i {\displaystyle x_{2}=-2}.

### Oborkomplexních čísel
Druhá odmocnina komplexního čísla {\displaystyle a+bi} je rovna
{\displaystyle {\sqrt {a+bi}}=\pm \left[{\sqrt {\frac {a+{\sqrt {a^{2}+b^{2}}}}{2}}}+i(\operatorname {sgn} {b}){\sqrt {\frac {-a+{\sqrt {a^{2}+b^{2}}}}{2}}}\right]}.
V komplexních číslech je definována odmocnina i pro záporná reálná čísla {\displaystyle x\in \mathbb {R} ^{-}} – zjednodušením obecného vzorce lze získat {\displaystyle {\sqrt {x}}=\pm i\textstyle {\sqrt {|x|}}}. Takto lze získat komplexní řešení kvadratické rovnice se záporným diskriminantem. Pro obecné reálné číslo {\displaystyle x\in \mathbb {R} } lze vzorec zjednodušit na {\displaystyle {\sqrt {x}}=\pm {\sqrt {\frac {x+|x|}{2}}}\pm i{\sqrt {\frac {|x|-x}{2}}}} a pro ryze imaginární číslo {\displaystyle bi}, {\displaystyle b\in \mathbb {R} } na {\displaystyle {\sqrt {bi}}=\pm \textstyle {\sqrt {{\frac {1}{2}}|b|}}\pm i(\operatorname {sgn} {b})\textstyle {\sqrt {{\frac {1}{2}}|b|}}}.

#### Odvození vzorce pro komplexní čísla
Vyjádříme {\displaystyle {\sqrt {a+bi}}} pomocí dvou nezáporných čísel {\displaystyle x,y\in \mathbb {R} _{0}^{+}} jako {\displaystyle x+iy\operatorname {sgn} {b}}. Definiční vztah {\displaystyle (x+iy\operatorname {sgn} {b})^{2}=a+bi} roznásobíme na {\displaystyle x^{2}-y^{2}+2ixy\operatorname {sgn} {b}=a+bi}, rovnici rozdělíme na reálnou a imaginární část:
{\displaystyle x^{2}-y^{2}=a}
{\displaystyle xy=\textstyle {\frac {1}{2}}|b|}
a řešíme vzniklou soustavu dvou rovnic v reálných číslech.

## Vztahy mezi druhými odmocninami nezáporných čísel
Pokud a, b jsou nezáporná čísla, pak platí:
{\displaystyle {\sqrt {a}}+{\sqrt {b}}={\sqrt {a+b+2{\sqrt {ab}}}}}
{\displaystyle {\sqrt {a}}-{\sqrt {b}}={\sqrt {a+b-2{\sqrt {ab}}}}\qquad (a\geq b)}
{\displaystyle {\sqrt {a\pm {\sqrt {b}}}}={\sqrt {\frac {a+{\sqrt {(a^{2}-b)}}}{2}}}\pm {\sqrt {\frac {a-{\sqrt {(a^{2}-b)}}}{2}}}\qquad (a^{2}\geq b)}

## Vztah mezi druhou odmocninou a přirozeným logaritmem
{\displaystyle {\sqrt {a}}=e^{ln{\sqrt {a}}}=e^{{\frac {1}{2}}\ln a}}, kde ln {\displaystyle a} je přirozený logaritmus čísla {\displaystyle a}

## Hodnoty pro přirozená čísla
Hodnotou druhé odmocniny z čísel 1, 4, 9, 16... je přirozené číslo. Ve všech ostatních případech je hodnotou číslo iracionální.
| {\displaystyle \scriptstyle {\sqrt {1}}} | {\displaystyle \scriptstyle =\,}      | 1     | {\displaystyle \scriptstyle {\sqrt {6}}}  | {\displaystyle \scriptstyle \approx } | 2,449 | {\displaystyle \scriptstyle {\sqrt {11}}} | {\displaystyle \scriptstyle \approx } | 3,317 | {\displaystyle \scriptstyle {\sqrt {16}}} | {\displaystyle \scriptstyle =\,}      | 4     |
| {\displaystyle \scriptstyle {\sqrt {2}}} | {\displaystyle \scriptstyle \approx } | 1,414 | {\displaystyle \scriptstyle {\sqrt {7}}}  | {\displaystyle \scriptstyle \approx } | 2,646 | {\displaystyle \scriptstyle {\sqrt {12}}} | {\displaystyle \scriptstyle \approx } | 3,464 | {\displaystyle \scriptstyle {\sqrt {17}}} | {\displaystyle \scriptstyle \approx } | 4,123 |
| {\displaystyle \scriptstyle {\sqrt {3}}} | {\displaystyle \scriptstyle \approx } | 1,732 | {\displaystyle \scriptstyle {\sqrt {8}}}  | {\displaystyle \scriptstyle \approx } | 2,828 | {\displaystyle \scriptstyle {\sqrt {13}}} | {\displaystyle \scriptstyle \approx } | 3,606 | {\displaystyle \scriptstyle {\sqrt {18}}} | {\displaystyle \scriptstyle \approx } | 4,243 |
| {\displaystyle \scriptstyle {\sqrt {4}}} | {\displaystyle \scriptstyle =\,}      | 2     | {\displaystyle \scriptstyle {\sqrt {9}}}  | {\displaystyle \scriptstyle =\,}      | 3     | {\displaystyle \scriptstyle {\sqrt {14}}} | {\displaystyle \scriptstyle \approx } | 3,742 | {\displaystyle \scriptstyle {\sqrt {19}}} | {\displaystyle \scriptstyle \approx } | 4,359 |
| {\displaystyle \scriptstyle {\sqrt {5}}} | {\displaystyle \scriptstyle \approx } | 2,236 | {\displaystyle \scriptstyle {\sqrt {10}}} | {\displaystyle \scriptstyle \approx } | 3,162 | {\displaystyle \scriptstyle {\sqrt {15}}} | {\displaystyle \scriptstyle \approx } | 3,873 | {\displaystyle \scriptstyle {\sqrt {20}}} | {\displaystyle \scriptstyle \approx } | 4,472 |

## Odhad
Pro racionální číslo větší než 1 a menší než 100 odhadujeme nejbližší nižší a vyšší odmocninu celého čísla.
2 < {\displaystyle {\sqrt {7}}} < 3 (22 = 4, 32 = 9)
Číslo větší než 100 rozdělíme do skupin po dvou číslicích od základního místa (od řádu jednotek včetně). Počet skupin určuje počet číslic výsledku. První skupina zleva nemusí být úplná a odhaduje se postupem pro čísla menší než 100 s následným doplněním nul do počtu zbývajících skupin.
200 < {\displaystyle {\sqrt {52744}}} < 300 (skupiny 5'27'44 = {\displaystyle {\sqrt {5}}} . 100)
Obdobně postupujeme s kladnými čísly menšími než 1, kdy je shodné dělení do skupin s počtem číslic výsledku za desetinnou čárkou. Pro tato čísla se případná neúplná skupina první zprava doplní připsáním nuly zprava.
0,06 < {\displaystyle {\sqrt {0{,}004}}} < 0,07 (skupiny 0,00'40' = {\displaystyle {\sqrt {40}}} : 100)

## Iterativní metody výpočtu
Výpočet odmocniny čísla odmocňováním dvěma vychází beze zbytku či se zbytkem. Pokud není druhá odmocnina celočíselná, lze u zbytku zvolit přesnost pomocí počtu desetinných míst výsledku. Následují příklady ilustrují výpočet pro oba případy.

### Beze zbytku
{\displaystyle {\sqrt {645{,}16}}}
a) od základního místa se rozdělí číslo na skupiny po dvou číslicích. Případná neúplná skupina zprava doplní připsáním nuly. Počet skupin určí počet číslic výsledku od základního místa.
{\displaystyle {\sqrt {6'45{,}16'}}} (výsledek bude desetinné číslo od řádu desítek)
b) odhadneme nejbližší nižší odmocninu celého čísla z první skupiny zleva. ({\displaystyle {\sqrt {6}}} = 2 a v řádu desítek zapíšeme do výsledku ⇒ 2.,.)
c) od první skupiny odmocněnce odečteme druhou mocninu číselného výsledku bez ohledu na desetinnou čárku výsledku z předchozího kroku (b). Přidáme další skupinu. (6 - 2 . 2 = 2; tedy 2'45 ⇒ 245 zbytek)
d) z čísla z kroku (c) oddělíme poslední číslici a vzniklé číslo dělíme dvojnásobkem neúplného výsledku (b) (24 : (2 . 2) ≈ 6). Výsledný podíl zapíšeme do výsledku v řádu jednotek, jen pokud rozdíl zbytku je kladné číslo. Jinak musíme výsledek snížit o jedna a znova vypočítat rozdíl zbytku. Rozdíl zbytku se vypočte ze zbytku (c) zmenšeného o složeninu dvojnásobku neúplného výsledku s výsledným podílem vynásobený výsledným podílem. Tedy 245 - (4'6 . 6) < 0 musí se výsledný podíl 6 snížit o jedna na 5; pak 245 - (4'5 . 5) = 20 a 5 zapíšeme do výsledku ⇒ 25, jako zbytek se zapíše 20)
e) opakuje se krok (c), který dá výsledkem z kroku (d), dokud není rozdíl nulový po zaokrouhlení na předem zvolený počet desetinných míst. Přidání další skupiny k rozdílu 20'16 ⇒ 201 : (2 . 25) ≈ 4; tedy 2016 - (50'4 . 4) = 0 (výpočet končí, zbytek roven nule) a 4 zapíšeme do výsledku ⇒ 25,4
Zkouška: 25,42 = 645,16

### Se zbytkem, např. odmocnina s přesností na tři desetinná místa
{\displaystyle {\sqrt {7}}}
a) {\displaystyle {\sqrt {7{,}00'00'00'}}} (výsledek bude desetinné číslo od řádu jednotek)
b) {\displaystyle {\sqrt {7}}} = 2 a v řádu jednotek zapíšeme do výsledku ⇒ 2,...)
c) 7 - 22 = 3; tedy 3'00 ⇒ 300
d) 30 : (2 . 2) ≈ 7; tedy 300 - (4'7 . 7) < 0 musí se podíl 7 snížit o jedna na 6; pak 300 - (4'6 . 6) = 24 a 6 zapíšeme do výsledku ⇒ 2,6..
e1) přidání další skupiny k rozdílu 24'00 ⇒ 240 : (2 . 26) ≈ 4; tedy 2400 - (52'4 . 4) = 304 a 4 zapíšeme do výsledku ⇒ 2,64.
e2) přidání další skupiny k rozdílu 304'00 ⇒ 3040 : (2 . 264) ≈ 5; tedy 30400 - (528'5 . 5) = 3975 (zbytek) a 5 zapíšeme do výsledku ⇒ 2,645
Zkouška: 2,6452 = 6,996025 + 0,003975 = 7. Poznámka: zopakováním postupu (provede se další iterace) dostaneme výsledek en), který je zpřesněním výsledku předchozí iterace en-1).